# Favoritner AC
Der Favoritner Athletikclub, kurz FavAC, ist ein österreichischer Fußballverein aus dem Wiener Bezirk Favoriten und spielt ab der Saison 2025/26 in der Wiener Stadtliga, der vierthöchsten Spielklasse. Die Vereinsfarben sind Rot und Schwarz.

## Gründung
Gegründet wurde der Verein 1910, indem sich die Fußballsektion des Kegelklub Favorit als Favorit Athletic Club selbständig machte. Am 21. Dezember 1910 wurde er in einer Sitzung des Österreichischen Fußballverbandes in den Verband aufgenommen und der 2. Klasse Wien zugeordnet. Bereits zuvor wurde er am 1. August 1910 unter dem Namen Favoritner Athletik-Sport-Club, kurz Favoritner ASC ins Vereinsregister eingetragen.

## Männerfußball
Nach einigen Jahren in der 2. Klasse und dem Verbandswechsel zum VAFÖ 1926 spielte der Favoritner AC nach dem Verbot des VAFÖ in der Saison 1934/35 wieder im Allgemeinen Verband und wurde in die 2. Leistungsstufe, die II. Liga Gruppe Nord, eingegliedert.
Prompt holte die Mannschaft dort den Meistertitel und gewann die Aufstiegsspiele gegen den SK Slovan Wien aus der II. Liga Gruppe Süd in Addition mit 4:3. In den Jahren 1936 bis 1938 spielte der FavAC also erstmals in der höchsten österreichischen Spielklasse. Nicht zu verwechseln ist der FavAC mit dem Favoritner Sportclub, dem Meister der II. Liga (vor dem Verbot des VAFÖ noch ohne Gruppenteilung) der Saison 1933/34, einem Verein, der ironischerweise genau in der Aufstiegssaison des FavAC 1934/35 aus der höchsten österreichischen Spielklasse absteigen musste und während der Saison 1935/36 aus der zweitklassigen II. Liga Nord nach nur sechs Spielen ausstieg.
Nach dem Abstieg 1938 konnte die erste Liga nur noch in den Jahren 1983 bis 1985 erreicht werden. Diese zwei Spielsaisonen sowie der rasante Aufstieg mit drei Meistertiteln zwischen den Saisonen 1976/77 und 1980/81 aus der viertklassigen Wiener Stadtliga bis in die 2. Division (2. Leistungsstufe) brachten dem FavAC große Popularität in Wien ein. Nach den zwei Saisonen in der 1. Leistungsstufe war der Druck im neuen Play-off-Modus der Saison 1985/86 zu groß und der Verein musste nach vier Jahren in den obersten beiden Spielklassen wieder den schweren Weg in die 3. Spielklasse, die Regionalliga Ost, beschreiten.
1990/91 gelang der Wiederaufstieg und der FavAC verblieb die nächsten drei Jahre in der 2. Division. Unvergessen bleibt aus dieser Zeit das Erreichen des ÖFB-Pokal-Semifinales in den Saisonen 1991/92 und 1992/93 und der Sieg im Wiener Stadthallenturnier 1992/93. In der Saison 1993/94 erfolgte der neuerliche Abstieg in die Regionalliga Ost (3. Leistungsstufe), während 1994/95 sofort wieder der Aufstieg gelang.
Das zweite Jahre wieder in der 2. Division spielend, musste der FavAC in der Saison 1996/97 aufgrund finanzieller Probleme nach der Herbstsaison den Spielbetrieb einstellen und den Zwangsabstieg in die drittklassige Regionalliga Ost hinnehmen.
Um weiter zu entschulden, wurde in der Folgesaison 1997/98 eine Spielgemeinschaft mit dem 1. Simmeringer SC – dem 5. der Stadtliga-Saison 1996/97 – gebildet, und zwar so gestaltet, dass Simmering als SG FavAC/Simmering in der Regionalliga Ost (3. Leistungsstufe) spielte und der FavAC unter dem eigenen Namen de facto die zweite Mannschaft des 1. Simmeringer SC in der Stadtliga (4. Leistungsstufe) stellte. Beide Mannschaften stiegen jedoch ab und die Spielgemeinschaft wurde aufgelöst. Der 1. Simmeringer SC spielte somit 1998/99 in der Stadtliga und der FavAC musste in die Oberliga A (5. Leistungsstufe).
In der Saison 2001/02 erfolgte nach dem 90-jährigen Vereinsjubiläum der Wiederaufstieg in die Wiener Stadtliga (4. Leistungsstufe), wo der FavAC bis zur Saison 2022/23 aktiv war. In der Saison 2022/23 holte der FavAC den Meistertitel und stieg in die Regionalliga Ost auf, aus der man allerdings zwei Jahre später wieder abstieg.
Bekannte ehemalige Spieler
- Zoran Barišić
- Peter Burgstaller
- Dietmar Constantini
- Reinhard Kienast
- Tomislav Kocijan
- Mario Majstorović
- Andreas Ogris
- Hans Pirkner
- Josef Sara
- Robert Sara
- Fred Schaub
- Peter Stöger
- Thomas Gonda
- Walter Binder
- Gerhard Bronner (Jugendspieler)
- Dozhghar Kadir
- Sasa Dimitrejic
- Stevica Zdravković
- Pavao Pervan
- Karim Onisiwo
- Damir Canadi
- Roman Wallner (Fußballspieler, 1967)

Titel und Erfolge
- 3 × Meister Wiener Stadtliga: 1976/77, 1980/81, 2022/23
- 2 × Semifinale im ÖFB-Pokal: 1991/92, 1992/93
- 1 × Sieger des Wiener Stadthallenturniers: 1992/93

Weitere Erfolge:
- 1927: Gewinner des VAFÖ Silbercup[4]8
- 1934/35: Meister „Wien II. Liga Nord“ (2. Leistungsklasse) und Gewinner der Aufstiegsspiele[5]
- 1935/36–1937/38: Zugehörigkeit in I. Liga[6][7] bzw. 1937/38 Nationalliga[8] (1. Leistungsklasse)
- 1976/77: Meister Wiener Liga (4. Leistungsstufe)
- 1977/78: Meister Regionalliga Ost (3. Leistungsstufe)
- 1980/81: Meister Landesliga Wien (3. Leistungsstufe) & Sieger Aufstiegsspiele Gruppe Ost (Aufstieg in die 2. Leistungsstufe)
- 1982/83: 2. in der 2. Division (Aufstieg in die 1. Division – 1. Leistungsstufe)
- 1983/84: Klassenerhalt in der 1. Division
- 1990/91: Meister Regionalliga Ost (3. Leistungsstufe)
- 1992/93: 4. der 2. Division
- 1994/95: Meister Regionalliga Ost (3. Leistungsstufe)
- 1995/96: 6. Platz in der 2. Division
- 2001/02: Meister der Oberliga A (5. Leistungsstufe)
- 2022/23: Meister der Wiener Stadtliga

## Frauenfußball
Die Damensektion des Favoritner AC spielte in der ersten Auflage der Fußball-Frauenmeisterschaft, die 1972/73 ausgetragen wurde, mit und wurde Meister. Die Frauenfußballmannschaft des Vereins wurde nach der Meistersaison aufgelöst.
Titel und Erfolge
- Österreichischer Frauen-Fußballmeister: 1972/73